# Latirus devyanae
Latirus devyanae is een slakkensoort uit de familie van de Fasciolariidae. De wetenschappelijke naam van de soort is voor het eerst geldig gepubliceerd in 1994 door Rios, Costa & Calvo.